# El Gallo, San Luis Potosí
El Gallo är en ort i Mexiko.   Den ligger i kommunen Vanegas och delstaten San Luis Potosí, i den centrala delen av landet, 600 km norr om huvudstaden Mexico City. El Gallo ligger 1 712 meter över havet och antalet invånare är 220.
Terrängen runt El Gallo är platt åt sydost, men åt nordväst är den kuperad. Runt El Gallo är det mycket glesbefolkat, med 2 invånare per kvadratkilometer. Närmaste större samhälle är Los Encinos, 18,9 km väster om El Gallo. Omgivningarna runt El Gallo är i huvudsak ett öppet busklandskap.